# Ben Pollack
Ben Pollack, född 22 juni 1903 i Chicago, Illinois, död 7 juni 1971 i Palm Springs, Kalifornien, var en amerikansk trumslagare och orkesterledare, verksam från mitten av 1920-talet och genom den senare swingepoken. 
Ben Pollack engagerade flera av den tidens begåvade musiker, Benny Goodman, Harry James och Glenn Miller för att nämna några, vilket sannolikt var bakgrunden till att han kallades "Father of Swing". Pollack och hans band medverkade i filmen Moonlight Serenade om Glenn Miller.